# ボーンスティール (サウスダコタ州)
ボーンスティール（英: Bonesteel）は、アメリカ合衆国のサウスダコタ州にある都市。人口は275人（2010年国勢調査）である。

## 地理
国勢調査局によると、市の総面積は0.9平方キロ（0.6平方マイル）で、全域が陸地である。

## 人口動態
2000年の国勢調査によると、この市には297人、137世帯、90家族が暮らしている。人口密度は1平方キロあたり337.3人で、平方マイルに換算すると863.1人となる。住居数は164軒で、1平方キロあたりに186.2軒（1平方マイルあたりでは476.6軒）が建っている計算になる。住民のうち白人が90.57%、アフリカ系が7.07%、混血が2.36%、ヒスパニック（ラテン系）が0.34%を占める。
137世帯のうち21.9%は18歳以下の子供と暮らしており、53.3%は夫婦で生活している。6.6%は未婚の女性が世帯主であり、34.3%は家族以外の住人と同居している。33.6%の世帯が単身で、23.4%を独居老人が占める。1世帯あたりの平均構成人数は2.09人、家庭の構成人数は2.53人である。
住民のうち18.5%が18歳以下の未成年、5.1%が18歳以上24歳以下、16.5%が25歳以上44歳以下、26.3%が45歳以上64歳以下、33.7%が65歳以上となっており、平均年齢は54歳である。女性100人に対し男性が96.7人いる一方、18歳以上の女性100人ごとに対しては90.6人いる。
一世帯あたりの平均収入は2万6389米ドルで、家族あたりでは3万833米ドルである。男性の平均収入は2万1500米ドル、女性の平均収入は2万1250米ドルで、労働者でない人々も含めた住民一人当たりの収入は1万3621米ドルとなる。総人口の14.6%、家族の8.0%、18歳以下の子どもの17.6%、および65歳以上の老人の17.3%は貧困線以下の収入で生計を立てている。